# Fostin's Development
Fostin's Development es una localidad de Santa Lucía que forma parte del distrito de Gros Islet.